# Calveriosoma
Calveriosoma is een geslacht van zee-egels uit de familie Echinothuriidae.

## Soorten
- Calveriosoma gracile (A. Agassiz, 1881)
- Calveriosoma hystrix (Thomson, 1872)